# Coryphaenoides microstomus
Coryphaenoides microstomus es una especie de pez de la familia Macrouridae en el orden de los Gadiformes.

## Hábitat
Es un pez de aguas profundas que vive entre 1.549-1.723 m de profundidad.

## Distribución geográfica
Se encuentra al suroeste del Pacífico.